# Yamaha T-Max
La Yamaha T-Max, o TMAX, conocida en algunos mercados internacionales como Yamaha XP 500 TMAX, es un mega scooter fabricado por Yamaha Motor Company. El término mega scooter que se aplica a esta motocicleta suele hacer referencia a motocicletas de más de 400cc, las cuales aúnan la capacidad de uso en carretera o ruta de motos de media o gran cilindrada con la comodidad de uso en ciudad de los scooter más pequeños.
Fue presentado oficialmente en el año 2000 y lanzado en Europa en el año 2001, con una segunda generación presentada en 2007 y lanzada en 2008 que también fue introducida en el mercado americano.
El T-Max fue el segundo mega scooter fabricado por Yamaha (el primero fue la Yamaha Majesty en 1996). Este mega scooter destaca por la configuración del chasis que alberga el motor en el mismo, a diferencia de la mayoría de scooters donde el motor está en el basculante de la rueda trasera, la transmisión se realiza por cadena que está albergada dentro del brazo izquierdo del basculante trasero y bañada en aceite en el modelo de 500cc. En el modelo T-Max 530, la transmisión se realiza por correa dentada. El motor es un bicilíndrico con 499 cc en los dos primeros modelos y un bicilindrico de 530 en el último modelo, solo las primeras versiones llevaban carburación que fue pronto sutituida por la inyección electrónica. En el año 2020 la T-Max sube de cilindrada y llega a 562cc.

## 2001

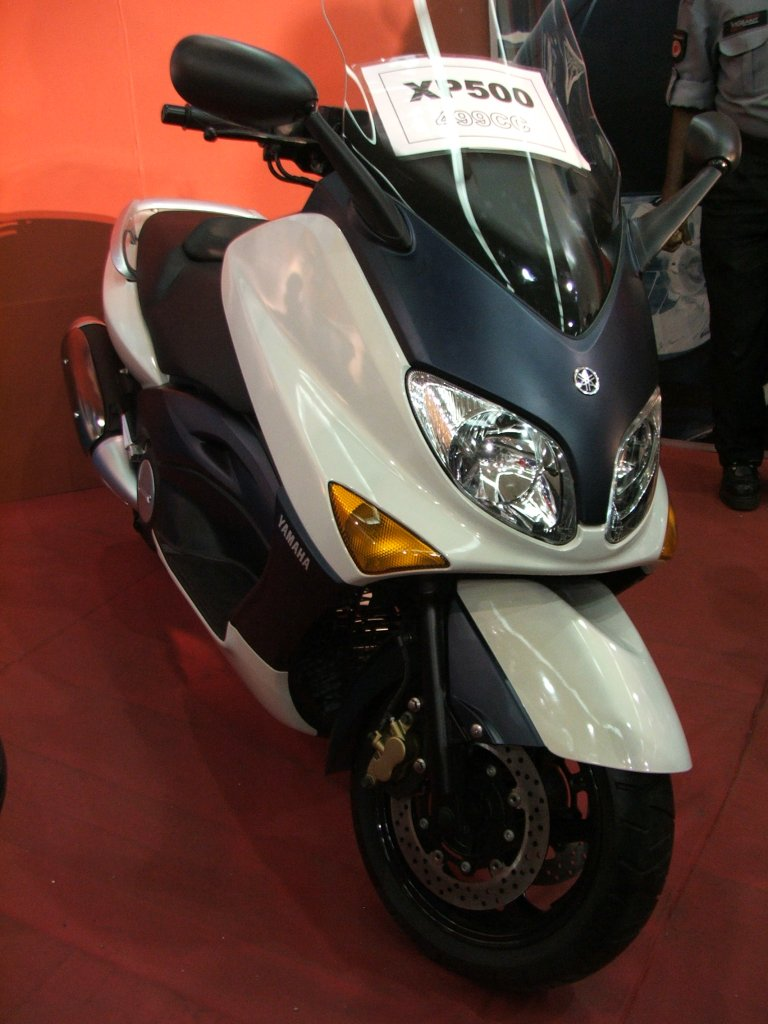
Vista semifrontal de Yamaha T-Max del año 2006.

Especificaciones completas T-Max 2001
- Motor
  - Bicilindrico.
  - Diámetro x carrera:
  - Relación de compresión:
  - Potencia máxima:
  - Par máximo:
  - Sistema de lubricación:
  - Sistema de combustible:
  - Sistema de encendido:
  - Sistema de arranque: Eléctrico.
  - Sistema de transmisión:

- Chasis   
  - Sistema de suspensión delantera: Horquillas telescópicas. 
    - Diámetro tubos horquilla: 41 mm.
    - Recorrido delantero:

  - Sistema de suspensión trasera: 
    - Recorrido trasero:

  - Freno delantero:
  - Freno trasero:
  - Neumático delantero 14".
  - Neumático trasero: 15".

- Dimensiones   
  - Longitud total:
  - Anchura total:
  - Altura total:
  - Altura del asiento:
  - Distancia entre ejes:
  - Distancia mínima al suelo:
  - Peso húmedo:
  - Capacidad del depósito de combustible:

## 2004-2006
En el año 2004, la alimentación del combustible pasó de ser carburación a inyección, y se mejoró el tren delantero, al aumentar el diámetro de la llanta a 15" e incorporar un segundo freno de disco.

## 2008
En el año 2007 fue presentado un nuevo modelo para sustituir al anterior del año 2000 y sus restyling posteriores.
Esta segunda versión fue lanzada en el año 2008 en variantes sin y con sistema ABS.
Además se lanzó una edición especial denominada Yamaha T-Max White Max para celebrar el 10º aniversario de la moto cuya principal característica diferenciadora son los detalles estéticos en color blanco, fue inventada por yamaha.
Principales novedades en el modelo del año 2008 frente al anterior:
- Rediseño estético
  - Conjunto de carenado 5 kg más ligero.
  - Cúpula más corta y desmontable pero igual de eficiente.
  - Faro trasero afilado.
  - Intermitentes delanteros alargados.

- Dinámica
  - Se introduce el chasis de aluminio.
  - Horquilla delantera más gruesa: 43 mm de diámetro.
  - Rueda delantera más grande: 15".

Especificaciones completas T-Max 2008.
- Motor
  - Bicilindrico en paralelo inclinados hacia delante, refrigeración líquida, 4 tiempos, DOHC, 4 válvulas, Cilindrada 499.0 cc.
  - Diámetro x carrera: 66.0 mm x 73.0 mm.
  - Relación de compresión: 11:0 : 1.
  - Potencia máxima: 32.0 kW (42,91 cv) a 7,500 rpm.
  - Par máximo: 46.4 Nm Nm a 6,500 rpm .
  - Sistema de lubricación: Cárter seco.
  - Sistema de combustible: Inyección electrónica de combustible.
  - Sistema de encendido: TCI.
  - Sistema de arranque: Eléctrico.
  - Sistema de transmisión: Correa trapezoidal automática.

- Chasis   
  - Sistema de suspensión delantera: Horquillas telescópicas. 
    - Diámetro tubos horquilla: 43 mm.
    - Recorrido delantero: 120 mm.

  - Sistema de suspensión trasera: Brazo oscilante. 
    - Recorrido trasero: 116 mm.

  - Freno delantero: Doble disco hidráulico, Ø 267 mm.
  - Freno trasero: Disco hidráulico único, Ø 267 mm.
  - Neumático delantero: 120/70-15".
  - Neumático trasero: 160/60-15".

- Dimensiones   
  - Longitud total: 2195 mm.
  - Anchura total: 775 mm.
  - Altura total: 1445 mm.
  - Altura del asiento: 800 mm.
  - Distancia entre ejes: 1580 mm.
  - Distancia mínima al suelo: 125 mm.
  - Peso húmedo: 221 kg / ABS 225 kg.
  - Capacidad del depósito de combustible: 15.0 litros.

## 2012
Enlace a la web oficial de yamaha con la especificaciones técnicas del modelo 2012: Yamaha Motor Europa